# Platja del Pebret
La Platja del Pebret és una platja d'arena situada en la Serra d'Irta, al terme municipal de Peníscola. Es troba a continuació de la platja del Russo.
Ofereix els serveis de papereres, senyalització, servei de policia i neteja. En temporada alta el nivell d'ocupació de la platja és mig, malgrat la manca de molts serveis.
Té una longitud de 280 m i una superfície de 5.600 m2 d'arena fina. Els accessos són precaris, ja que per anar-hi cal anar per la carretera vella de Peníscola-Alcossebre pel litoral de la serra. Les seues dunes són espai natural protegit i van ser declarades Microrreserva.